# قلعة القديس ديمتري الروستوفي
قلعة القديس ديمتري الروستوفي هي قلعة تابعة للإمبراطورية الروسية تأسست في عام 1761 و غادروها في عام 1835. القلعة هي في نقطة البداية لبناء مدينة روستوف على نهر الدون (روستوف أوبلاست ، روسيا).

## التشييد
في عام 1740 الإرادة في الدفاع عن الحدود لمدينة تيميرنيك جعلت أن قلعة أنا لا تكفي لتلبيت هذا الأمر. فأتخذ قرار لكي تبني قلعة جديدة بدايتا من عام 1744 من طرف الكابيتان سيبياقوين لكن المشروع رفض. لكن في 6 أبريل 1761 الإمبراطورة إيليزابيت وقعت تقرير لكي تبدء أشغال بناء القلعة في منطقت روستوف، الأشغال تمو في عام 1763.

## وصف
قلعة القديس ديمتري الروستوفي كانت ذات أهمية إستراتيجية كبرة، التي كانت تسهل دكول بحر الآزوف وحدود الإمبراطورية الروسية علي 76 هكتارات. القلعة كانت أقوا قلعة في جنوب روسيا.
القلعة على شكل نجمة بتسعة أحصنة تحيط بها الخنادق ومتصلة بنصف الأقمار . نحو دون القلعة محمي من قبل معقل خارج على شكل تاج. القلعة تحتوي علي بوابتان في المنطقة الغربية وفي المنطقة الشرقية، محمية من طرف 238 بندقية.